# Statue équestre de Guillaume III
La statue équestre de Guillaume III est une statue équestre de Guillaume III d'Orange-Nassau (« William III » en anglais) située au centre de St James's Square, à Londres.
Elle est l'œuvre du sculpteur John Bacon (en) (dit junior) et est calquée sur une ancienne statue du roi (en) réalisée par John Michael Rysbrack et située à Queen Square (en), à Bristol.
Un plan pour le monument a été élaboré en 1794 par le père de Bacon, John Bacon (comportant le même nom, dit senior), mais c'est son fils qui a repris l'ouvrage.
La statue a finalement été érigée en 1808 et est classée « Grade I ».

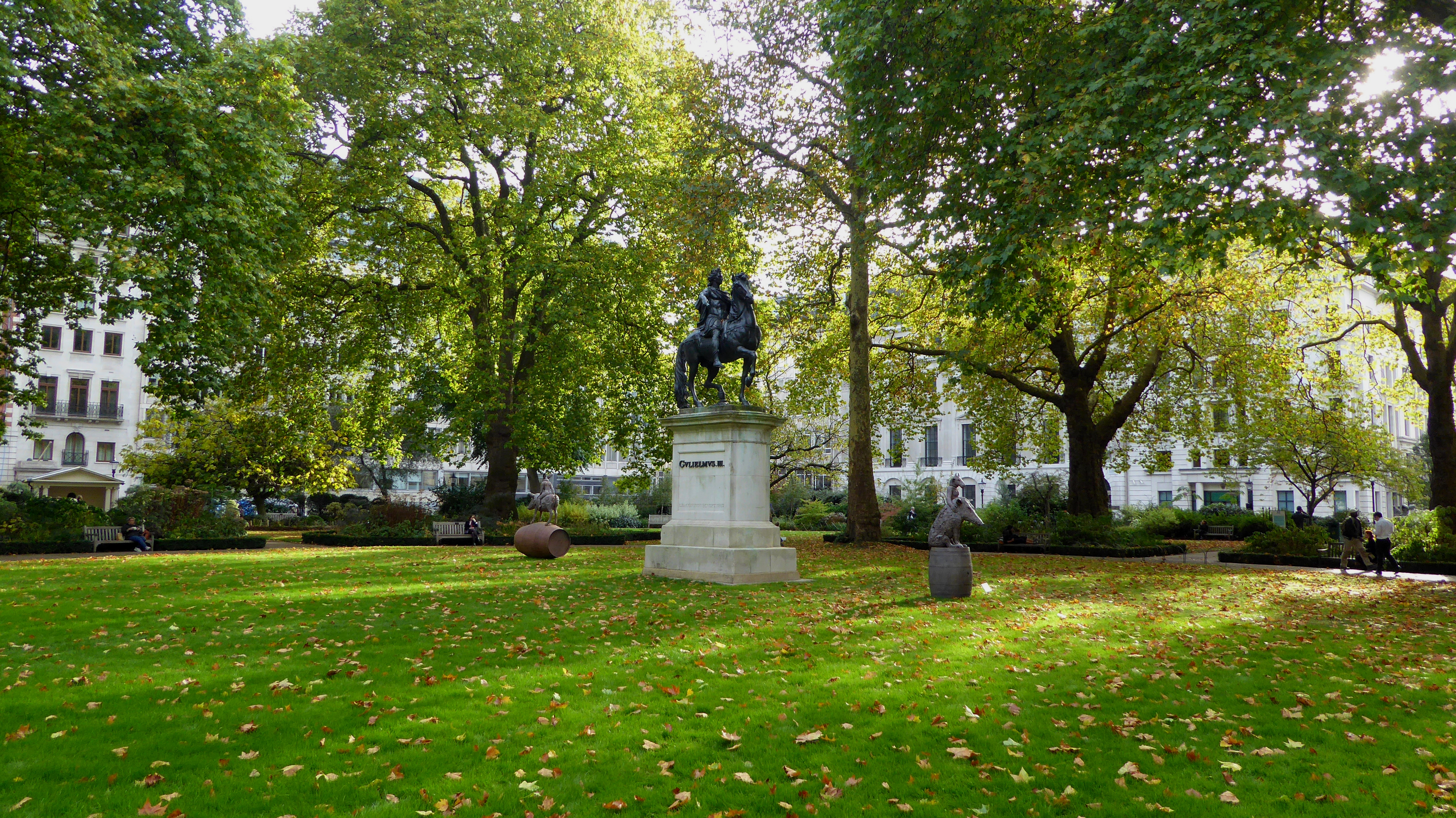
La Statue équestre de Guillaume III au centre de St James's Square.